# Chaneque

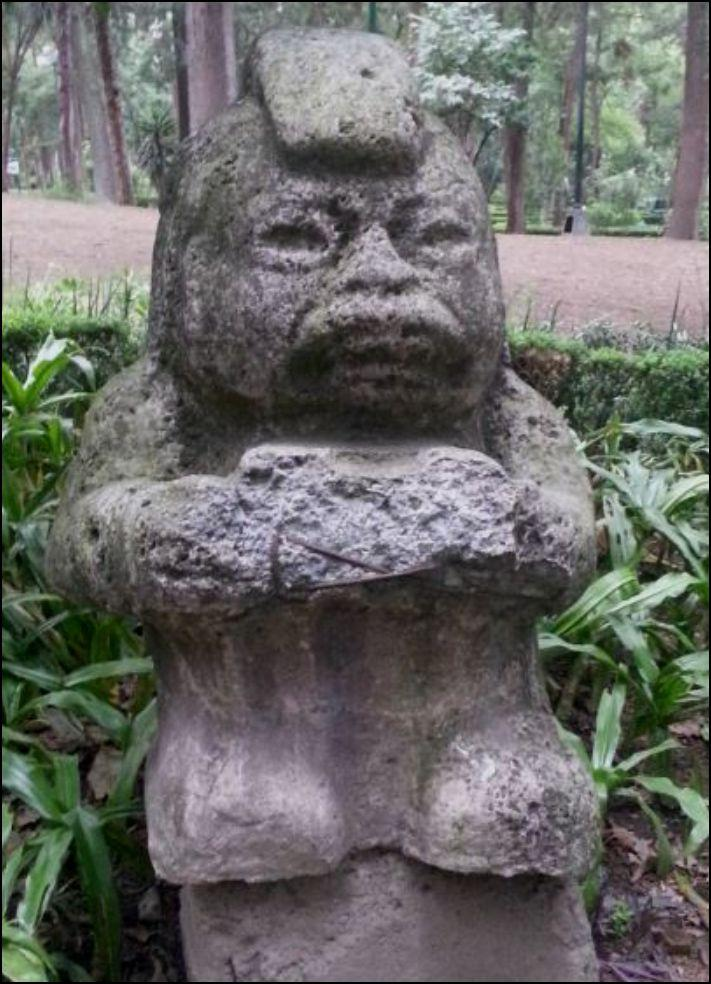
Chaneque.

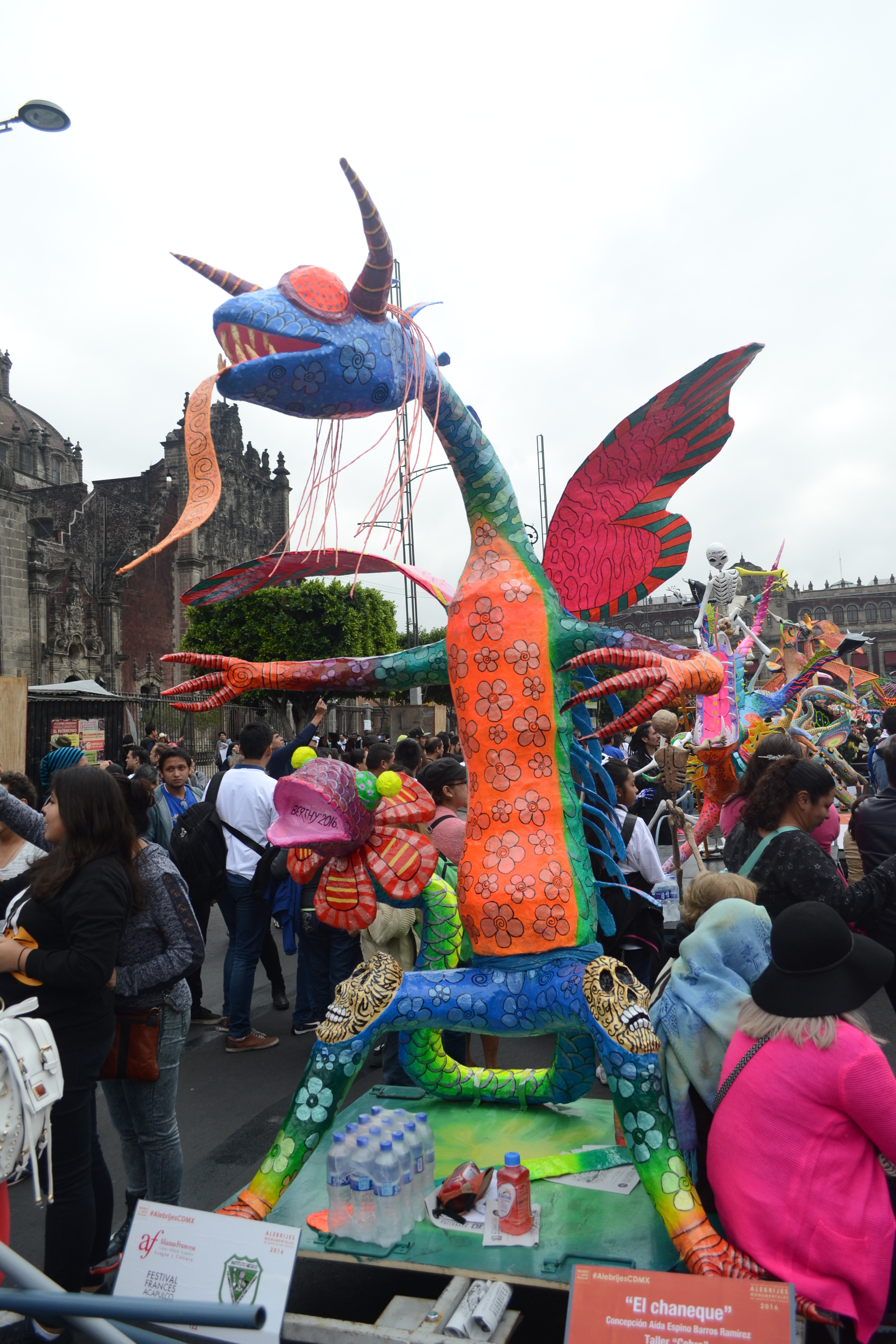
Alebrije "El chaneque"

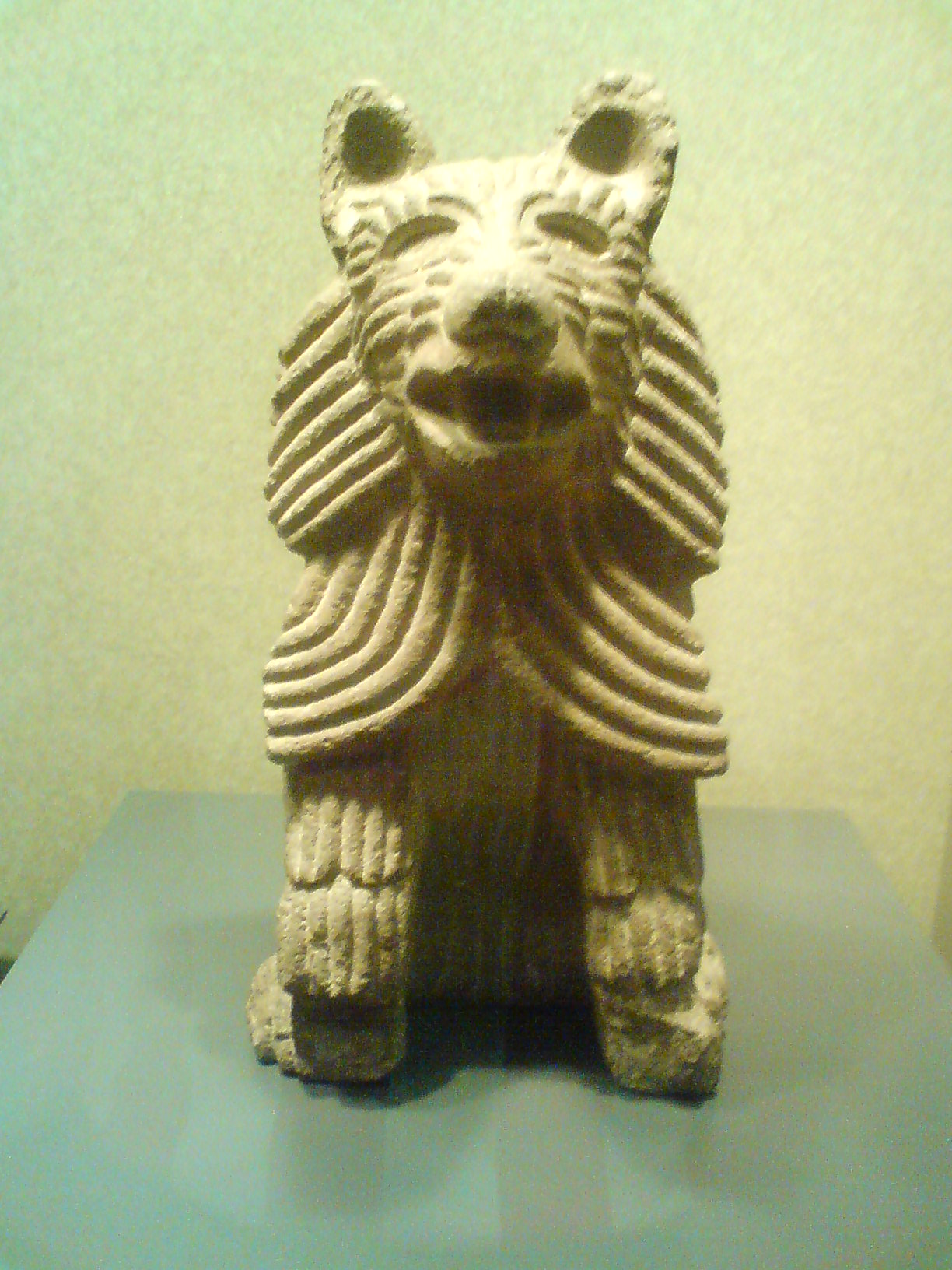
Chaneque

Los chaneques (del náhuatl, "los que habitan en lugares peligrosos" o "dueños de la casa") son criaturas de la mitología nahua, entidades asociadas al inframundo cuya principal función es escuchar y cuidar los montes y los animales silvestres; según las creencias pueden tomar diversas formas, de las cuales destaca el de pequeño hombre o mujer, dejando huellas blancas.
Se caracterizan por ser muy mentirosos. Estos seres habitan los bosques y las selvas, cuidan de los manantiales, los árboles y los animales silvestres. Se cree que son capaces de asustar a la gente y hacerles perder su tonalli, el espíritu asociado con el día de su nacimiento, lo que debe ser corregido con un ritual destinado a recuperar el tonalli perdido o la persona afectada puede llegar a morir.
En la actualidad, en México, los chaneques son espíritus traviesos, con aspecto de niños, que esconden cosas y se le aparecen a la gente distrayéndolos para hacerles perder el camino o desaparecerlos. Una creencia popular era que para evitar que los chaneques atraparan o se llevaran a las personas, se debía usar la ropa al revés al andar solo por el monte.

## Características
Los chaneques destinan parte importante de tiempo a la realización de lo que a ojos humanos podrían ser travesuras, tales como aventar piedras, romper cosas, zarandear las hamacas, jalarle la cola a los perros, asustar a los animales de corral y llevarse objetos. Su relación con la salud o ausencia de ella se manifiesta por el hecho de provocar enfermedades, especialmente aquellas referidas a la pérdida del alma. No obstante, puede recompensar también al hombre con riquezas y buena fortuna.
Sus características, atributos y morada pueden variar de acuerdo a las tradiciones culturales locales, siendo las más representativas las que se conservan en la región de Los Tuxtlas en Veracruz, las de los nahuas y popolucas del istmo veracruzano y las de la zona de Tabasco y Chiapas.

### Los Tuxtlas
En la región de Los Tuxtlas, el término chaneque se refiere a dos grupos de entidades asociadas al bien y al mal, subordinadas al mando del Chane o Chaneco, dios de la tierra y del agua, quien reside en el talogan, cantaxotalpan o ta'altampa, el mundo subterráneo, donde la naturaleza es pródiga. Viven en pareja y están casados. Los chaneques blancos o buenos aparecen en las zonas y áreas donde están asentados los hombres, mientras los chaneques negros o malos se encuentran en lugares apartados y no perturbados por la actividad humana.
La asociación de los chaneques al bien y al mal es un reflejo de la naturaleza del Chane, quien presenta ambas facetas: vela por los humanos pero castiga a los pecadores, especialmente a los adúlteros, valiéndose de dos animales mágicos: el burrito lúpu'ti, y el gatito shúnu'ti. El primero se les aparece a los adúlteros, los desnuda y después "se los come a lamidas"; mientras que el segundo se presenta ante las mujeres infieles, se convierte en tigre y las devora.
Se dice que los chaneques son personas de aproximadamente un metro o metro y veinte de altura, tienen los pies al revés, el cuerpo deforme, poseen cola y carecen de la oreja izquierda, mientras que otros aseguran que son enanos con rostro de niños. Otras personas afirman que son personas de corta estatura, enorme cabeza y piel color chocolate. Pero la descripción más extendida es la que refiere que parecen niños pequeños y que, al igual que estos, adoran las travesuras.
Tienen la capacidad de ocasionar enfermedades a los seres humanos cuando pasan suavemente su mano por el rostro de alguna persona, aunque la creencia popular atribuye tales padecimientos al "aire" que dejan a su paso.
A veces "encantan" a los niños y se los llevan a sus hogares; hay quienes explican que los chaneques raptan niños para convertirlos en sus sirvientes. Por ello las madres les colocan amuletos a sus hijos tales como ojo de venado (semilla de color café) o cruces de palma, o les ponen la ropa al revés, con el fin de protegerlos de los chaneques.

### Istmo veracruzano
Para los nahuas y popolucas de la región del istmo veracruzano, los chaneques también se clasifican en chaneques blancos o benévolos y negros o enemigos malignos. Los primeros viven en lugares cercanos a los pueblos y no hacen daño a los humanos, salvo que reciban algún daño por parte de ellos. En cambio, los negros ubican sus viviendas en ríos de gran tamaño o en las selvas y tienen por costumbre raptar a los viajeros solitarios o provocarles caídas para robarse su alma, estas almas son colocadas en unas ollas para ser devoradas posteriormente.

### Tabasco y Chiapas
En las zonas de Tabasco y Chiapas en México habitan los chaneques más agresivos. En específico en la ciudad de Villahermosa cerca de las inmediaciones de la laguna de Las Carolinas en donde actualmente se encuentran las colonias Campestre, Club del Lago y Real de Minas, habitan una especie de chaneques conocidos por su carácter violento.
La tradición oral menciona muchos casos de niños que han sido maltratados por estos extraños seres luego de haberse ganado la confianza de los infantes. Se dice que prefieren a los niños varones que estén solos, sobre todo a aquellos que son los mayores entre sus hermanos, apareciéndose de noche y luego de hacerse sus amigos los atacan violentamente. La tradición también responsabiliza a los chaneques de muchos casos de desaparición de niños.
En esta región se cree que poner carteles que impidan la entrada a un hogar o portar un collar hecho a base de nueces y piedras de río, son los métodos de defensa más eficaces contra los chaneques ya que logran ahuyentarlos.